# Mikiya Kanzaki
Mikiya Kanzaki (神崎　幹也?, Kanzaki Mikiya; 29 luglio 1960) è un ex calciatore ed ex giocatore di calcio a 5 giapponese.

## Carriera
Con la nazionale maschile di calcio a 5 del Giappone ha disputato il FIFA Futsal World Championship 1989 in cui la selezione asiatica, inserita nel girone con Belgio, Argentina e Canada, è stata eliminata al primo turno. 